# Mansión de Liepa
La Mansión de Liepa (en alemán: Lindenhof; en letón: Liepas muiža) es una casa señorial localizada en la parroquia de Liepa, municipio de Cēsis en la región de Vidzeme de Letonia, a unos 100 km de Riga y a unos 14 km de Priekuļi. La finca de Liepa fue fundada en 1672. La actual mansión fue construida durante el siglo XIX. Entre 1919 y 1970 albergó la escuela primaria de Liepa.

## Historia

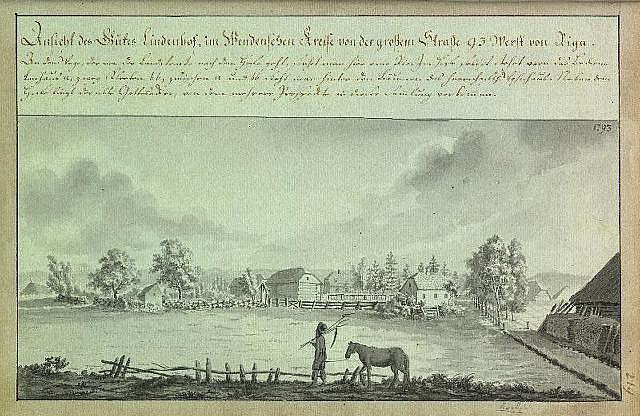
La mansión de Liepa en 1793. Dibujo de Johann Wilhelm Krause de la colección de Johann Christoph Brotze.

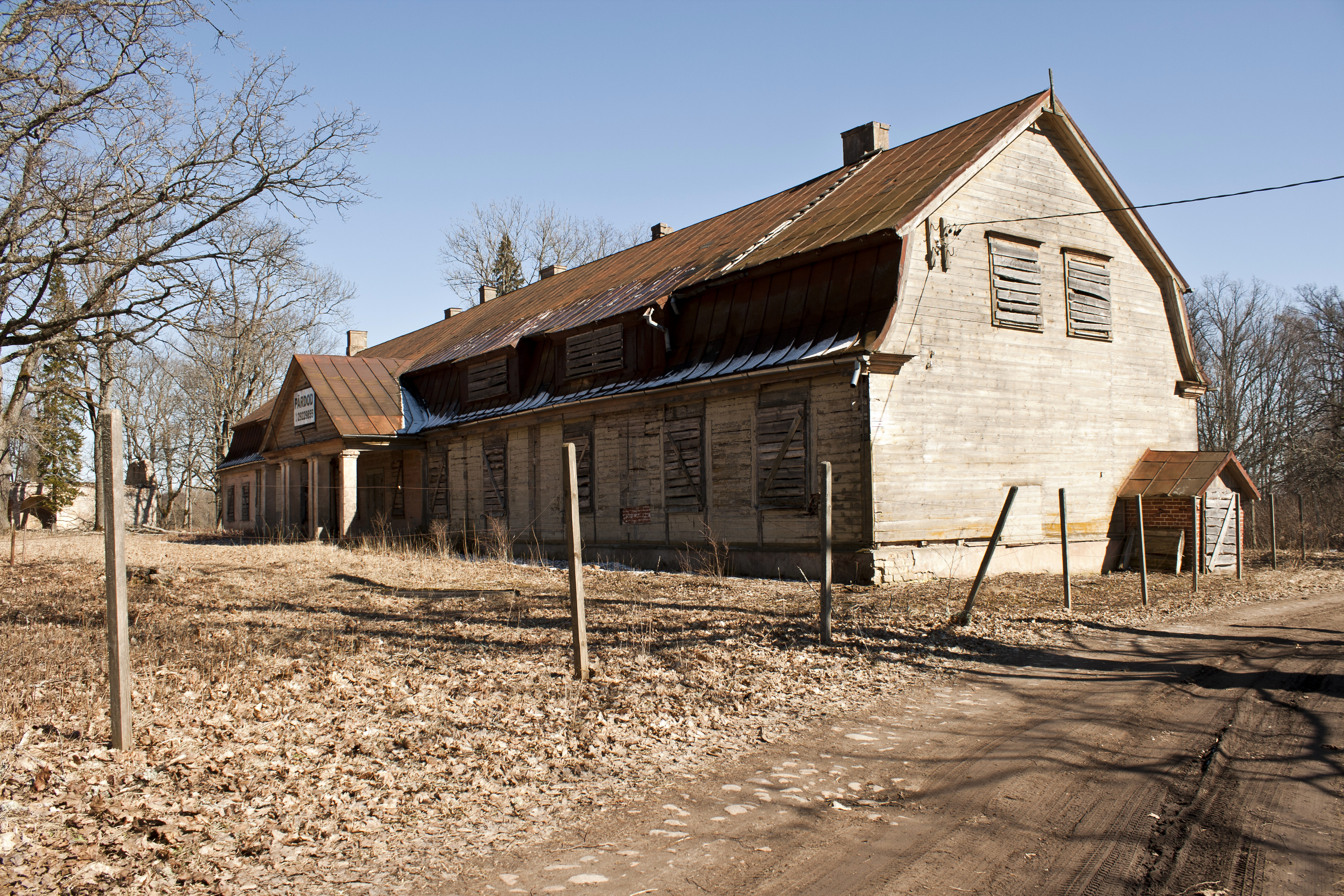
Casa de madera de Liepa abandonada.

En 1582 el Ducado de Livonia pasó a formar parte de la Mancomunidad Polaco-Lituana, que restauró la diócesis católica en Cēsis. En el inicio del reinado sueco en Vidzeme en 1624, Gustavo Adolfo de Suecia asignó todas sus tierras a Axel Oxenstierna, el Alto Canciller de Suecia. En el año 1672 decenas de pueblos se dividieron del condado de Cēsu del Castillo de Cēsis. En el mismo año en las tierras de seis de esos pueblos fue fundada la finca de Liepa. Desde 1824 en adelante los propietarios de la finca fueron los nobles de la familia Pander. La última propietaria de la mansión fue Charlotte von Wulf. Entre 1919 y 1970 albergó la escuela primaria de Liepa.

## Parque de la mansión
El parque de la mansión fue creado a lo largo del arroyo Pequeño Ellite con muchas pequeñas corrientes de agua, puentes sobre arroyos y zanjas. El parque tiene variedad de especies de árboles incluyendo, según el inventario de 1994, tilos, robles, arces, fresnos, abeto siberiano, jazmín, lilas, manzanos. El parque actualmente necesita de renovación. Sin embargo todavía deleita a los visitantes con la cosecha de manzanas
Un plano de la mansión de 1787 muestra una fuente y una cascada de cinco estanques. Planos posteriores muestran un total de nueve estanques, añadidos con el tiempo. Los estanques han sobrevivido, pero en el tiempo de la restauración de la mansión estaban en estado ruinoso. Los estanques se están limpiando y restaurando sus antiguos márgenes. Desafortunadamente, la fuente marcada en el plano de 1787, se ha perdido.